# Nesreća u Bhopalu
Nesreća u Bhopalu ili Katastrofa u Bhopalu dogodila se u gradu Bhopalu u središnjoj Indiji 3. prosinca 1984. godine kada je iz tvornice pesticida Union Carbide India Ltd iscurila velika količina kemikalija uzrokujući najveću industrijsku nesreću u povijesti čovječanstva. 
Prema podacima nevladinih organizacija nakon same nesreće do danas od posljedica je umrlo više od 25 000 ljud. Još 150 000 osoba i danas pati od kroničnih bolesti. Sama tvornica nikada nije do kraja uklonjena ni područje u potpunosti očišćeno, te se i danas, gotovo 30 godina poslije nesreće, rađaju djeca s teškim fizičkim i mentalnim oštećenjima. 